# Otón V de Brandeburgo-Salzwedel
Otón V de Brandeburgo-Salzwedel (apodado Otón el Alto, h. 1246-1298) fue un hijo del margrave Otón III y su esposa, Beatriz de Bohemia, y cogobernante de Brandeburgo con su primo, el margrave Otón IV.
Otón V pasó muchos años en Praga, en la corte de su tío Otakar II de Bohemia. Cuando Otakar murió en batalla en 1278, Otón V se convirtió en el regente del hijo de Otakar y heredero Venceslao II, quien solo tenía siete años de edad cuando su padre murió. Como regente, Otón V tuvo que enfrentarse a las maquinaciones de la viuda de Otakar Cunegunda de Eslavonia y con facciones de poderosos nobles. Los cronistas bohemios describen el persistente rigor de Otón y que Venceslao se vio obligado a abandonar sus pretensiones sobre Alta Lusacia antes de poder empezar a reinar él mismo. Cuando Venceslao tomó el poder, él y Otón V estaban aún en buenos términos, y Venceslao tomó medidas contra la fuerte influencia del grupo alrededor de su madre.
Otón V defendió con persistencia sus pretensiones sobre Pomerania frente a las contra-pretensiones polacas.

## Matrimonio y descendencia
Se casó con Judit de Henneberg-Coburgo, una hija del conde Germán I de Henneberg. Tuvieron los siguientes hijos:
- Matilde (h. 1270-antes del 1 de junio de 1298), la segunda esposa de Enrique IV, duque de Breslavia y Alto duque de Polonia
- Germán (h. 1275-1 de febrero de 1308), su sucesor
- Otón (m. 1307)
- Cunegunda (m. 1317), nunca se casó
- Beatriz (m. h. 1316),  se casó con Bolko I el Estricto, duque de Świdnica en 1284
- Judit (también conocida como Jutta; m. 9 de mayo de 1328), se casó con Rodolfo I, duque de Sajonia-Wittenberg en 1303
- Alberto (antes de 1283-h. 1296)